# Wied-Scala
Die Wied-Scala ist ein Programmkino in Neitersen im Westerwald, dessen Ersteröffnung als Filmtheater im Jahr 1956 stattfand. Der Name nimmt Bezug auf den Fluss Wied, der unmittelbar am Kino-Gebäude vorbeifließt. Zum Foyer des Kinos gehört ein kleines Café, das im Sommer durch einen Biergarten ergänzt wird. Saal und Balkon bieten 110 Sitzplätze. Bei Veranstaltungen ohne Bestuhlung finden etwa 220 Personen Platz. Zwischenzeitlich für einige Jahre geschlossen, hat sich die Wied-Scala seit ihrer Wiedereröffnung im Jahre 1988 als ein Kultur- und Veranstaltungsort für die unterschiedlichsten Themenschwerpunkte etabliert und wird seit 1989 regelmäßig für ein herausragendes Filmprogramm auf Landes- und Bundesebene mit Kinoprogrammpreisen ausgezeichnet. In den letzten Jahren wurden umfangreiche Modernisierungsarbeiten hinsichtlich Vorführ- und Tontechnik sowie Bestuhlung und Brandschutz durchgeführt, um den gestiegenen Anforderungen an Infrastruktur und Sicherheit Rechnung zu tragen. Trotz dieser Maßnahmen blieb der 1950er-Jahre-Stil der Einrichtung und der ursprüngliche Charakter des Kinos weitestgehend erhalten.

## Geschichte

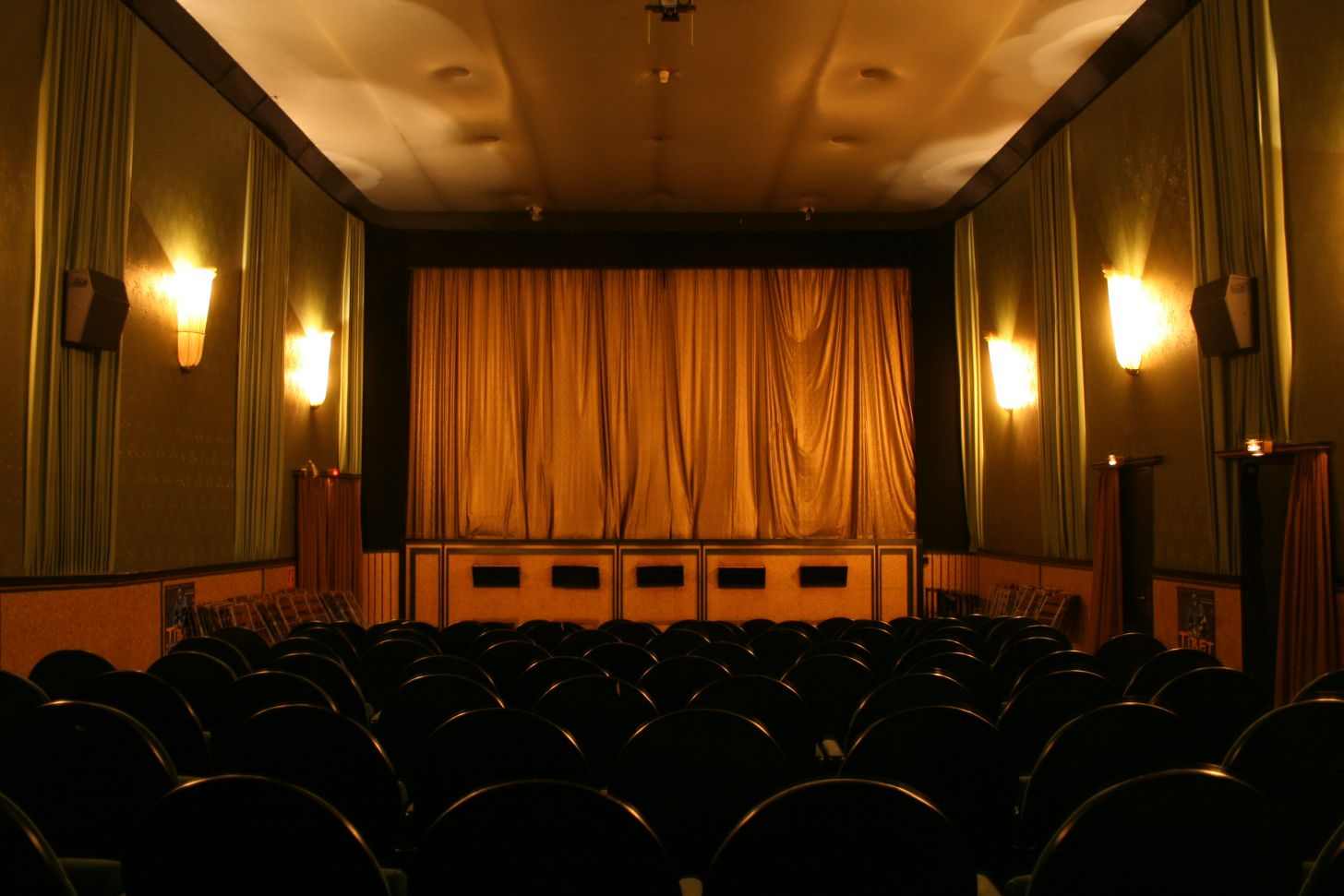
Kinosaal der Wied-Scala

Am 9. Juni 1956 fand mit der Vorführung des Films Weg ohne Umkehr die Eröffnung der Wied-Scala als Filmtheater statt, das bis heute im Anbau einer historischen Mühle untergebracht ist. Bereits damals waren an Wänden und Decken schallschluckende Kunststoffflächen angebracht, die den akustischen Erfordernissen an eine Konzertraumgestaltung gerecht wurden. Die Beleuchtung erfolgte durch hohe, fackelartige Beleuchtungskörper an den Wänden. Der über fünf Meter hohe Saal mit seinen damals 270 Sitzplätzen wurde von einer durch Umwälzverfahren betriebenen Anlage mit Frischluft versorgt. Im Winter heizte eine Warmluftheizung den Raum. Der Vorführraum war mit zwei sogenannten Kinoaggregaten zur Filmvorführung ausgestattet.
Die Wied-Scala wurde 30 Jahre lang als Familienunternehmen betrieben. Die Konkurrenz durch neue, benachbarte Kino-Center erhöhte jedoch den Wettbewerbsdruck, dem man 1985 durch die Schließung des Kinos nachgeben musste. 1988 wurde die Wied-Scala mit neuem Konzept, erweitertem Angebot und innovativem Veranstaltungsprogramm wiedereröffnet. Im Jahre 2013 wurde das 25-jährige Bestehen gefeiert, im Jahr 2021 eine weitere umfangreiche Renovierung inklusive neuer Bestuhlung abgeschlossen.

## Konzept und Programmgestaltung

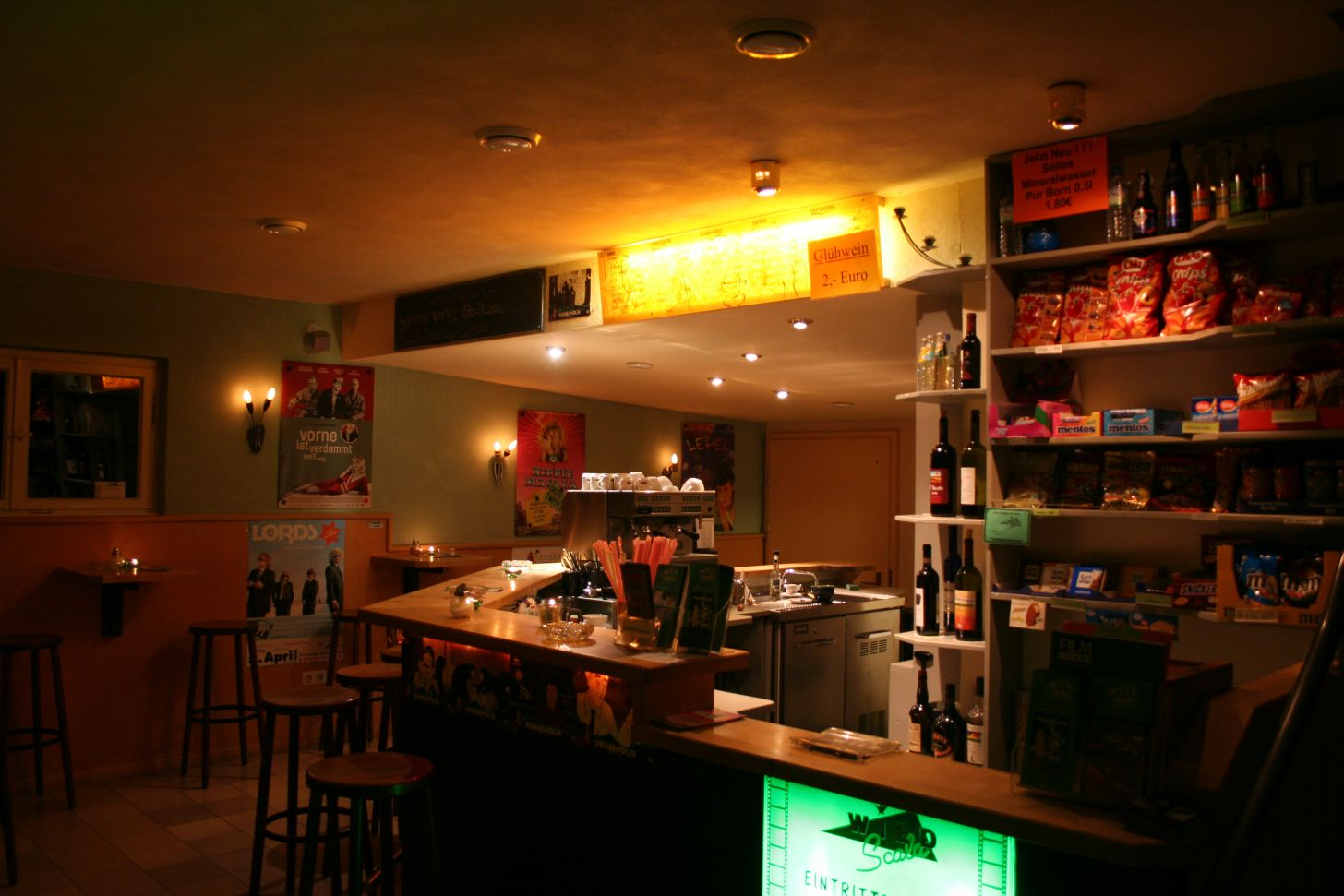
Foyer der Wied-Scala

Bedingt durch die Nachbarschaft von sogenannten erstaufführenden Multiplex-Kinos in Siegburg, Siegen, Limburg, Koblenz und Hachenburg besteht das Konzept der Programmgestaltung als Nachspieler konsequenterweise in der Darbietung hochwertiger und anspruchsvoller Filme, die teils in unterschiedlichen Rahmenprogrammen vorgeführt werden. Trotz der eindeutigen Ausrichtung als besonderes Filmkunsttheater werden auch aktuelle Filme aufgeführt, die notwendigerweise einen entsprechenden Anteil am betriebswirtschaftlichen Ergebnis haben. Dabei wirkt sich bei der Belieferung durch die Filmverleiher die gemeinsame Disposition mit dem Kino Cinexx in Hachenburg, trotz ihrer klaren inhaltlichen Trennung, positiv aus.
In den vergangenen Jahren wurden zunehmend Veranstaltungskonzepte entwickelt und realisiert, die über die reinen Filmvorführungen teils deutlich hinausgehen. Dabei wurden Verbindungen geschaffen zwischen „Film“ auf der einen und unterschiedlichsten Bereichen der Kultur und des täglichen Lebens auf der anderen Seite. Zudem sind pädagogische und soziale Themen aufgegriffen worden, die in Kombination mit geeigneten Filmveranstaltungen einen neuen Zugang zu gesellschaftlichen Problemstellungen bieten. Insofern ist die Wied-Scala auch eine soziokulturelle Einrichtung.
Die Wied-Scala steht mit ihren Räumlichkeiten und ihrer technischen Infrastruktur auch Veranstaltungen anderer kultureller Bereiche zur Verfügung. Ein Ergebnis dieser Bemühungen ist ein wachsendes Besucherpotential, das auch in einer schwach besiedelten und strukturarmen Region ein entsprechendes Angebot annimmt und zu schätzen weiß. Der Einzugsbereich reicht bis ins 60 Kilometer entfernte Köln.

### Filmreihen und cineastische Themenschwerpunkte

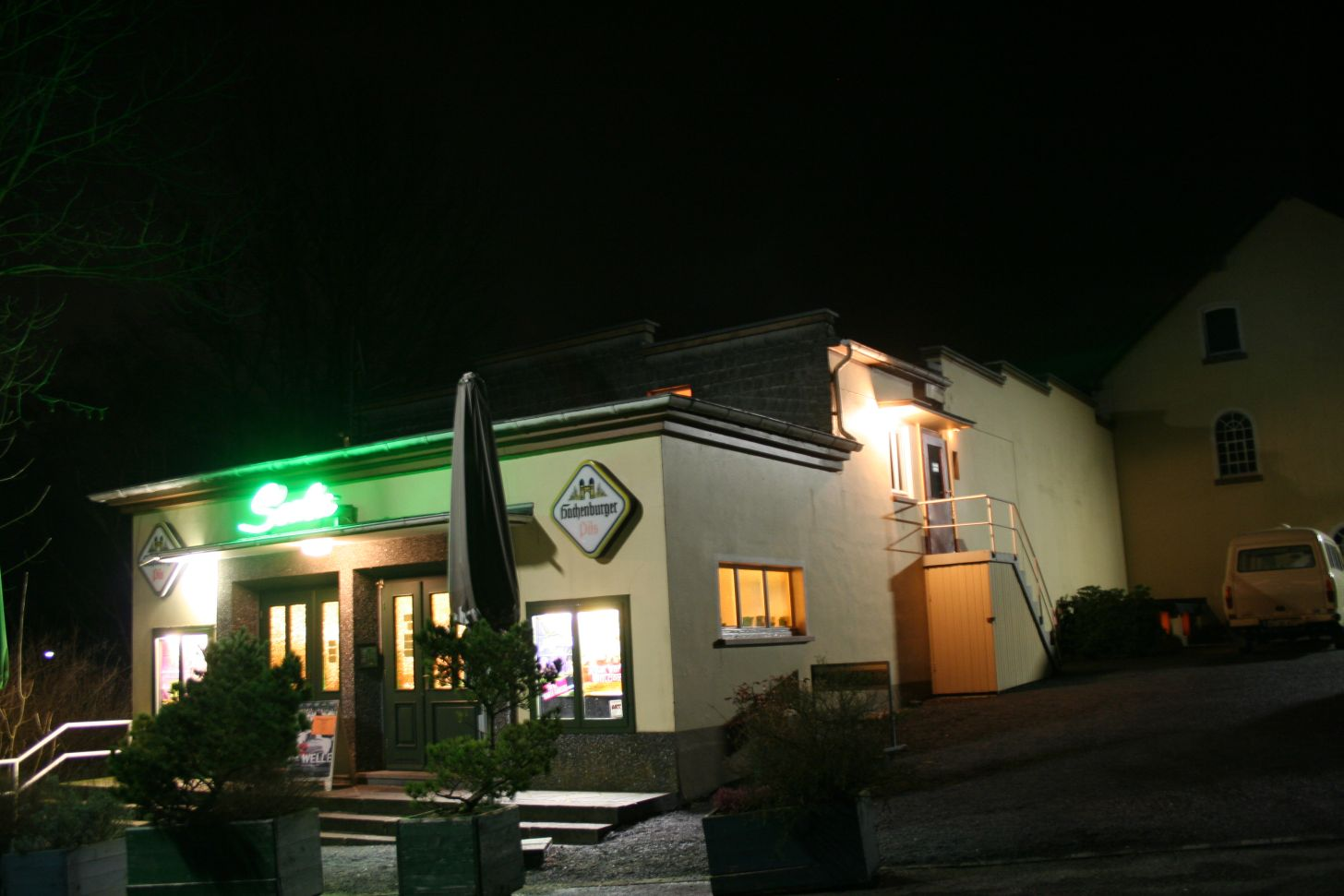
Außenansicht der Wied-Scala

Die Ausarbeitung der Programmbestandteile und Filmbeiträge erfolgt häufig in Kooperation mit u. a. regionalen Vereinen, Institutionen oder öffentlichen Verwaltungen. Beispiele aus den Veranstaltungsreihen:
- 14-täglich wechselnde Kurzfilme der Kurzfilmagentur Hamburg
- Neuer Deutscher Film
- Kino Vino – in Kooperation mit dem rheinland-pfälzischen Wirtschafts- und Weinbauministerium
- Film mit Frühstück
- Spezielles Kinder- und Kurzfilmprogramm
- Lernort Kino – Sondervorstellungen für Kindergärten und Schulen
- Dokumentarfilme
- Lehrerpreviews
- Film/rand – Filme zu den Themen Randgruppen, Psyche, Krankheit, Lebenswünsche u. a.

### Sonstige Veranstaltungen
Die Wied-Scala führt neben dem Filmprogramm auch Kino fremde Veranstaltungen durch. Zudem bietet sie Vereinen, Firmen, Schulen oder anderen Institutionen die Möglichkeit, ihre Räumlichkeiten und Infrastruktur für eigene Events zu nutzen. Einige Beispiele:
- Kultursommer 2009 – Thema Cool Britannia mit Bandcontest, Modenschau, britische Filmreihe, englische Lesung, Kunstworkshop
- Poetry Slam
- Übertragung von Sportveranstaltungen (z. B. Fußball-EM und WM)
- Konzertveranstaltungen
- Lesungen
- Tagungen

## Technik

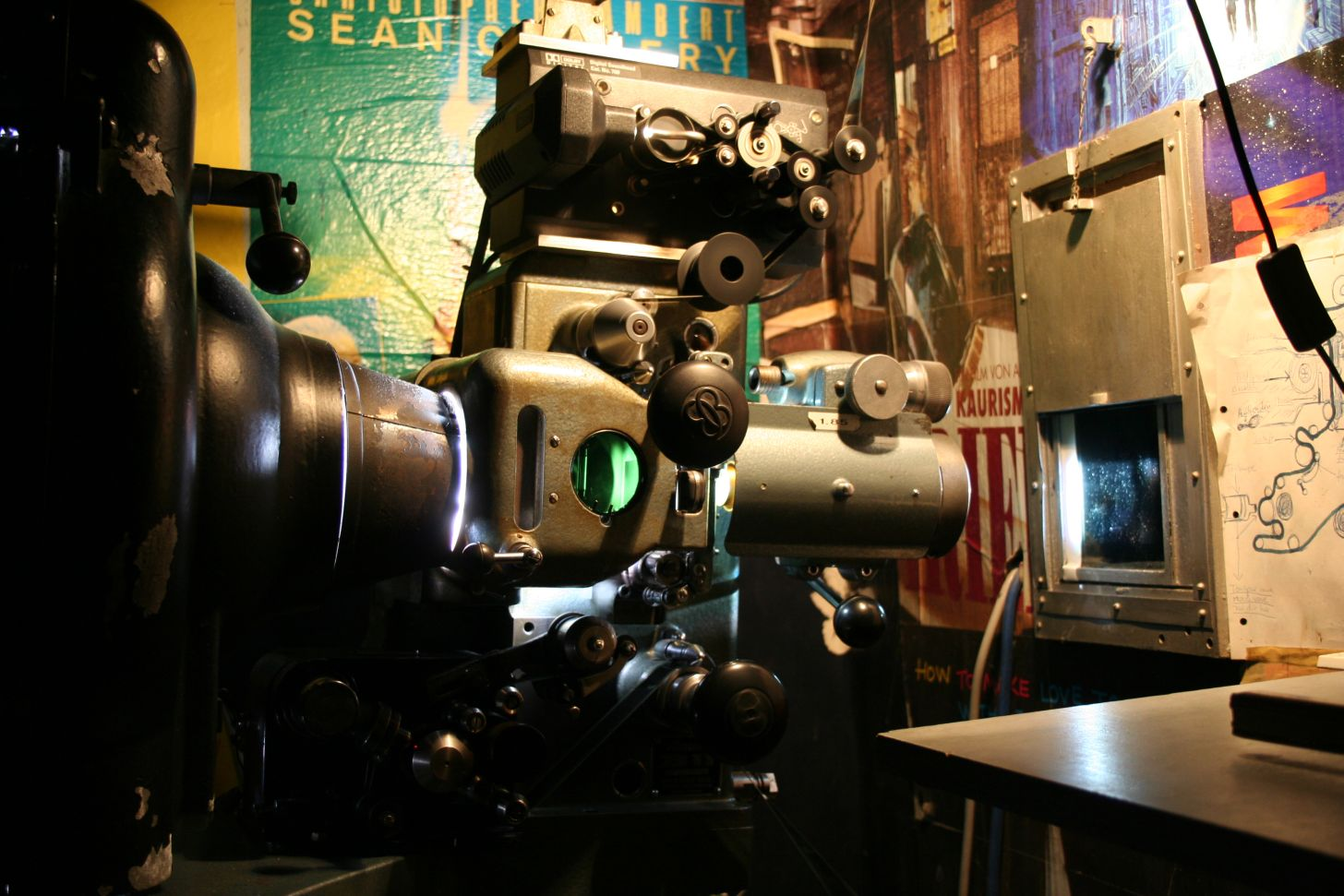
Filmprojektor der Wied-Scala

Bild- und Tontechnik wurden seit 1998 sukzessive mit modernstem Equipment ausgestattet, das mit den Preisgeldern der Landes- und Bundesprämierungen finanziert werden konnte.

### Bild
Die Wied-Scala benutzt Eugen Bauer B-11 Filmprojektoren für das 35-mm Format. Diese werden von speziellen Spulensystemen mit dem bis zu 5 Kilometer langen Filmmaterial versorgt. Der Ton wird über einen Standardabtaster von Dolby, dem CAT-700, übertragen.

### Ton
Seit 1998 verfügt die Wied-Scala über eine Dolby-SR-Digital-Tonanlage. Der Saal wird über 10 JBL-Surround-Boxen (KX1420/200 W), 2 aktive 2-Wege-Systeme mit Subwoofer (600 W), sowie 3 QSC-Endstufen (USA 900) tontechnisch versorgt.

## Auszeichnungen
Seit 1989 wird die Wied-Scala regelmäßig durch das Ministerium für Wissenschaft, Weiterbildung, Forschung und Kultur des Landes Rheinland-Pfalz und den Bundesbeauftragten für Kultur und Medien für ihr herausragendes Jahresfilmprogramm ausgezeichnet.

## Kooperationen und Mitgliedschaften
Von Filmfreunden aus dem Umfeld der Wied-Scala wurde 1999 der Verein FILMKULT e. V. gegründet. Er unterstützt u. a. bei der Auswahl von Filmmaterial, besonders in Verbindung mit dem Thema Kunst. Es besteht eine enge Zusammenarbeit mit Kindergärten, Schulen, Seniorenheimen, kommunalen Verwaltungen und regionalen Vereinen, für die regelmäßig Sondervorführungen organisiert werden.
Die Wied-Scala ist Mitglied des HDF Kino und der Arbeitsgemeinschaft Kino – Gilde deutscher Filmkunsttheater.